# Réunion
Đảo Réunion (tiếng Pháp: Réunion hay chính thức là La Réunion; trước đây là Île Bourbon) là một hòn đảo nhỏ nằm trong Ấn Độ Dương, cách Madagascar 700 km về phía đông và cách Mauritius 200 km về phía tây nam. Réunion có chiều dài là 63 km, rộng 45 km và diện tích khoảng 2.517 km², hiện thuộc quyền sở hữu của Pháp và là một vùng hải ngoại của Pháp. Đơn vị tiền tệ sử dụng ở đây là Euro. Những người dân sống ở đây tự gọi mình là Réunionnais hay Créoles.

## Lịch sử
Với dân số 720.934 người (7/2000), Réunion có một nền kinh tế tập trung vào xuất khẩu đường, du lịch và săn cá mập. Réunion có một lịch sử hình thành và phát triển khá lâu dài bắt đầu từ năm 1513 khi được người Bồ Đào Nha phát hiện và đặt tên là Santa Apollonia. Cái tên Réunion chỉ được biết đến từ năm 1793. Trong suốt lịch sử của nó, hòn đảo đã từng được đổi tên nhiều lần.
Réunion là nơi hai vua của Việt Nam là Thành Thái và Duy Tân bị đưa đi đày vào tháng 11 năm 1916.
Ngày 29/7/2015, một số mảnh vỡ đã được tìm thấy tại bờ biển đảo Réunion mà nhiều người nghi ngờ là xuất phát từ chuyến bay 370 của Malaysia Airlines.

## Chính trị
Réunion có năm ghế ở Hạ viện Pháp và ba ghế ở Thượng viện Pháp.

## Cơ cấu hành chính
Về mặt hành chính, Réunion được chia thành bốn quận, hai mươi tư tổng và hai mươi tư xã.. Réunion được coi như một tỉnh "hải ngoại" của nước Pháp.

## Các địa điểm quan trọng
- Saint-Benoît
- Bras-Panon
- La Possession
- Le Port
- Le Tampon
- Saint-André
- Saint-Denis
- Saint-Joseph
- Saint-Louis
- Saint-Leu
- Saint-Paul
- Saint-Pierre
- Sainte-Suzanne

## Địa lý

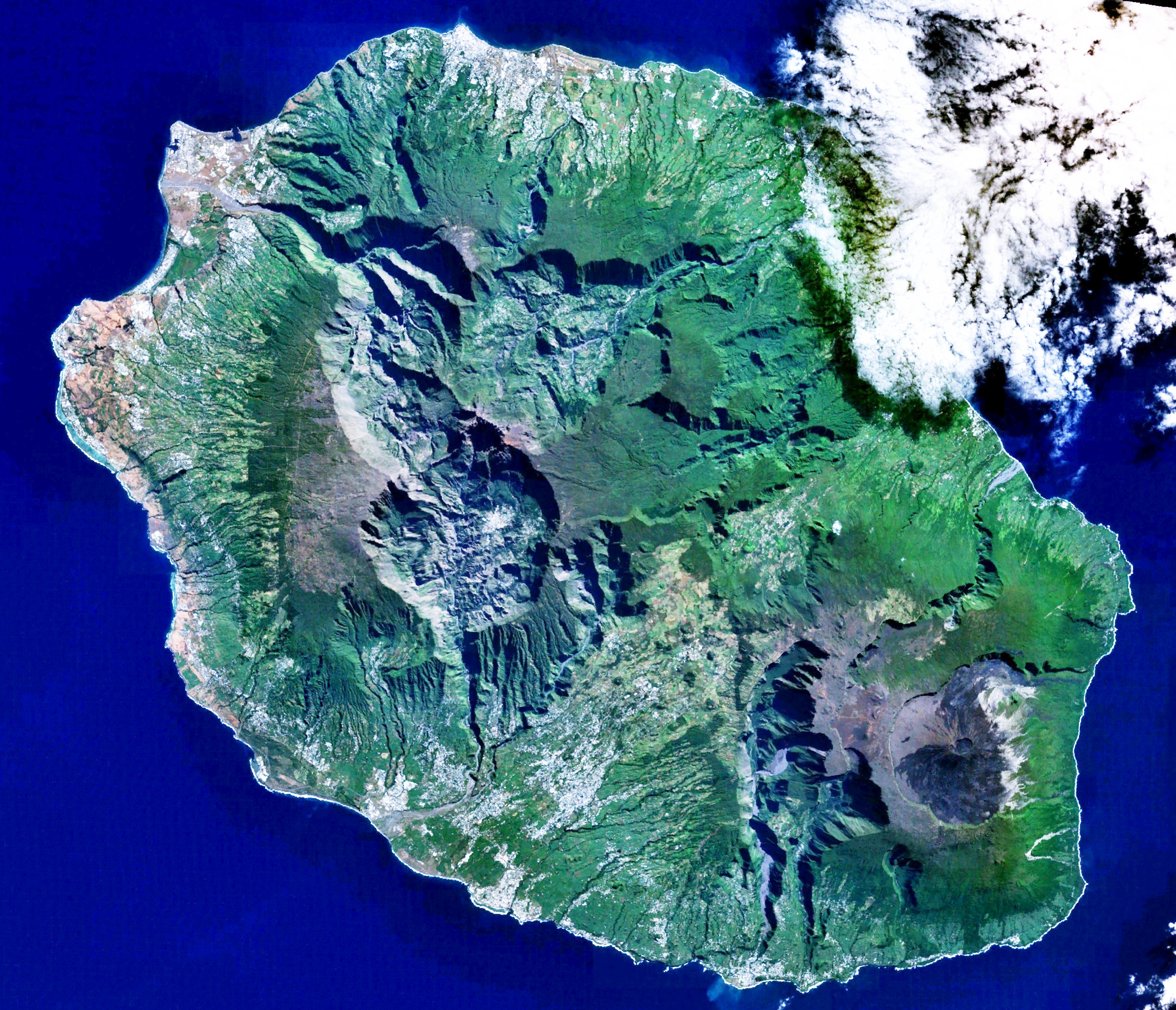
Đảo nhìn từ trên không.

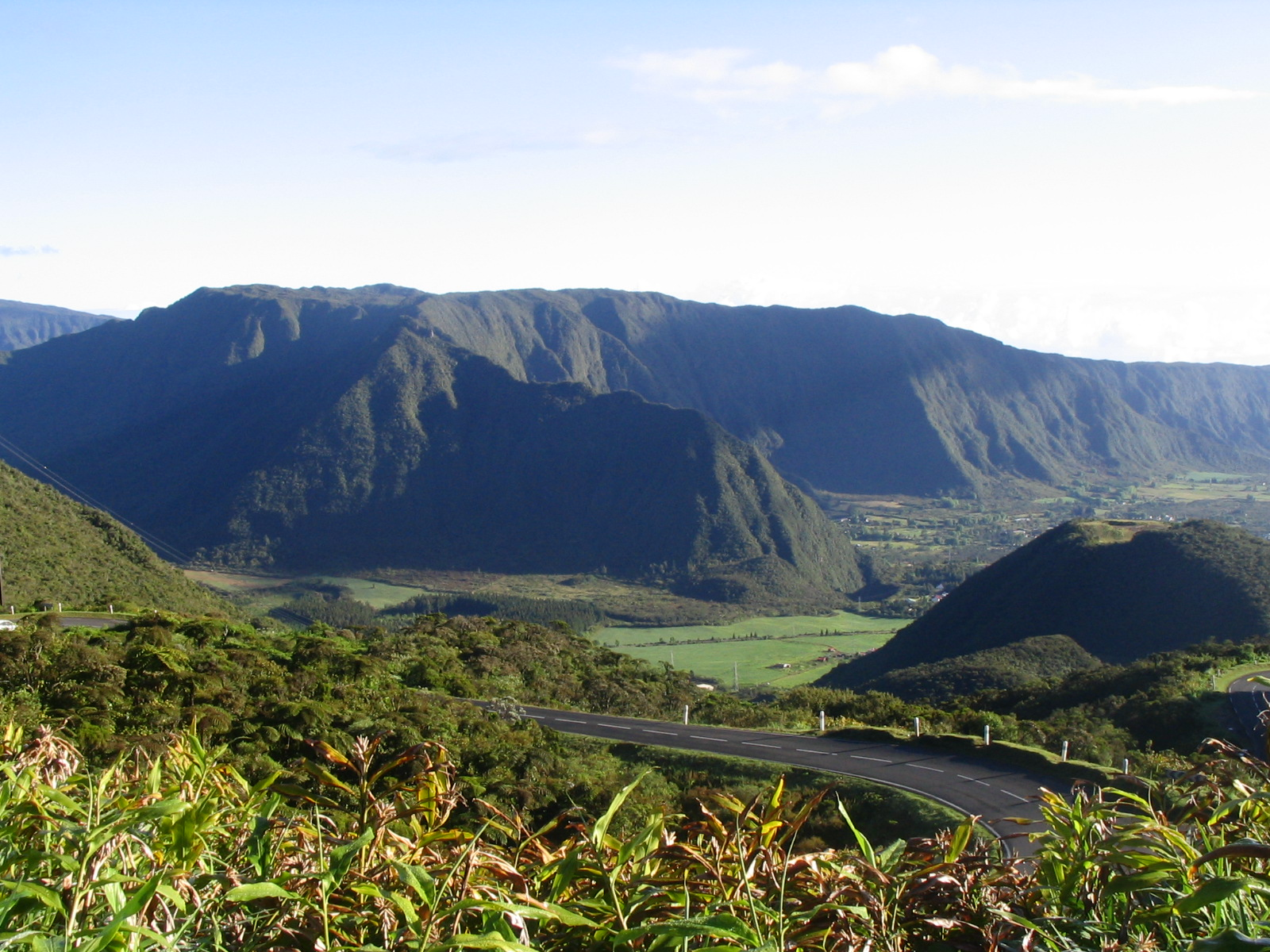
Plaine-des-Palmistes

Réunion dài 63 km, rộng 45 km với diện tích 2512 km². Réunion có diện tích tương đương với đảo Hawaii và cả hai đều nằm trên những điểm nóng của vỏ Trái Đất.
Piton de la Fournaise, một núi lửa hình khiên ở cực đông của đảo, nhô cao hơn mực nước biển 2.631 mét và thỉnh thoảng được ví như chị em với các núi lửa trên đảo Hawaii bởi những nét tương đồng về khí hậu và bản chất kiến tạo. Núi này đã phun trào hơn 100 lần kể từ 1640 và đang được giám sát liên tục. Lần phun trào gần đây nhất là vào ngày 4 tháng 4 2007. Ước tính khoảng 3 triệu m³ nham thạch đã được phun ra mỗi ngày. Piton de la Fournaise được tạo ra bởi kiểu núi lửa phun trào kết hợp với phun nước nóng hotspot volcano. Nó cũng là tác nhân kiến tạo Piton des Neiges và các đảo Mauritius, Rodrigues.
Núi lửa Piton des Neiges với độ cao 3.070m, là điểm cao nhất của Réunion, nằm về phía tây bắc của Piton de la Fournaise. Phía tây nam là cáccaldera và canyon. Mặc dù tên gọi của ngọn núi trong tiếng Pháp có nghĩa "ngọn núi tuyết" nhưng tuyết không xuất hiện trên đỉnh của ngọn núi này.
Các sườn của cả hai núi lửa này có thảm thực vật dày đặc. Đất nông nghiệp và các thành phố như Saint-Denis tập trung tại các dải đất ven biển bao quanh.
Réunion còn có 3 hõm chảo: Cirque de Salazie, Cirque de Cilaos, Cirque de Mafate. Cái cuối cùng có thể tiếp cận bằng trực thăng hay đi bộ.

## Kinh tế
Mía đường là cây trồng chính và nguồn xuất khẩu truyền thống của đảo. Du lịch là nguồn thu nhập quan trọng. Năm 2007, tổng sản phẩm nội địa (GDP) của Réunion là 18,8 tỷ đô la Mỹ. Thu nhập bình quân đầu người năm 2007 là 23,501 đô la Mỹ (tính theo giá thị trường), cao nhất châu Phi.

## Dân cư

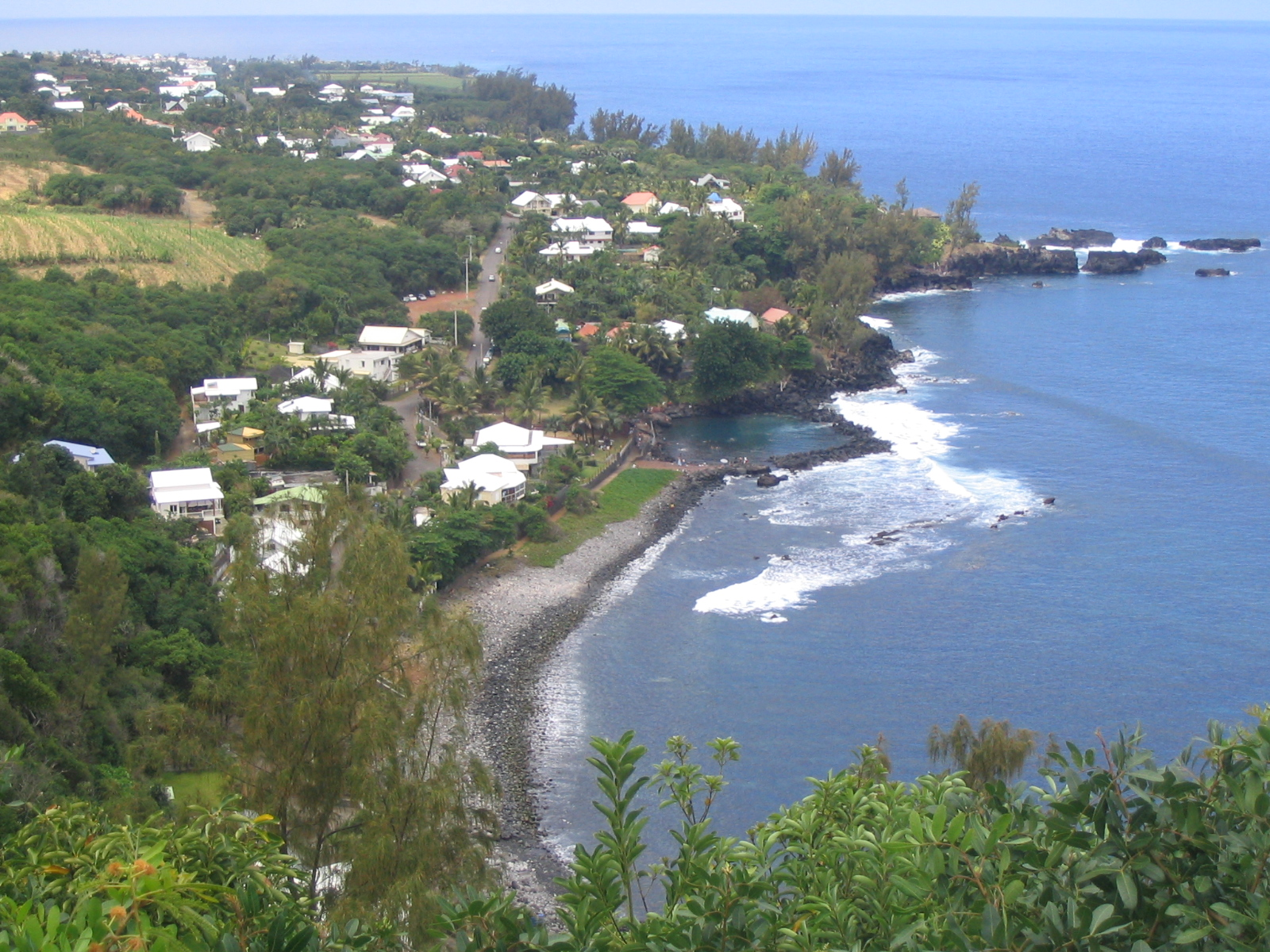
Manapany

Réunion có thành phần dân cư giống như đảo Mauritius, gồm người gốc Ấn, người gốc Phi, người Malagasy, người Hoa và người Pháp, nhưng với tỷ lệ khác nhau. Creole (tên gọi chung cho tất cả nhóm người sinh ra trên đảo) là nhóm đa số. Người da trắng chiếm 1/4 dân số, người Ấn chiếm 21%, và hậu duệ của người Hoa chiếm phần còn lại. Ngoài ra cũng có một ít con cháu người Việt sinh sống trên đảo.
Réunion có những nét tương đồng về văn hóa, thành phần dân tộc, ngôn ngữ, và phong tục với Mauritius và Seychelles.

### Sự phát triển của dân số
| 1671 ước tính                              | 1696 ước tính | 1704 ước tính | 1713 ước tính | 1717 ước tính | 1724 ước tính | 1764 ước tính | 1777 ước tính | 1789 ước tính | 1826 ước tính |
| ------------------------------------------ | ------------- | ------------- | ------------- | ------------- | ------------- | ------------- | ------------- | ------------- | ------------- |
| 90                                         | 269           | 734           | 1,171         | 2,000         | 12,550        | 25,000        | 35,100        | 61,300        | 87,100        |
| 1830 ước tính                              | 1848 ước tính | 1849 ước tính | 1860 ước tính | 1870 ước tính | 1887 thống kê | 1897 thống kê | 1926 thống kê | 1946 thống kê | 1954 thống kê |
| 101,300                                    | 110,300       | 120,900       | 200,000       | 212,000       | 163,881       | 173,192       | 182,637       | 241,708       | 274,370       |
| 1961 thống kê                              | 1967 thống kê | 1974 thống kê | 1982 thống kê | 1990 thống kê | 1999 thống kê | 2006 thống kê | 2007 ước tính | 2008 ước tính |               |
| 349,282                                    | 416,525       | 476,675       | 515,814       | 597,823       | 706,300       | 781,962       | 790,500       | 802,000       |               |
| Số liệu từ thống kê và ước tính của INSEE. |               |               |               |               |               |               |               |               |               |

### Tôn giáo

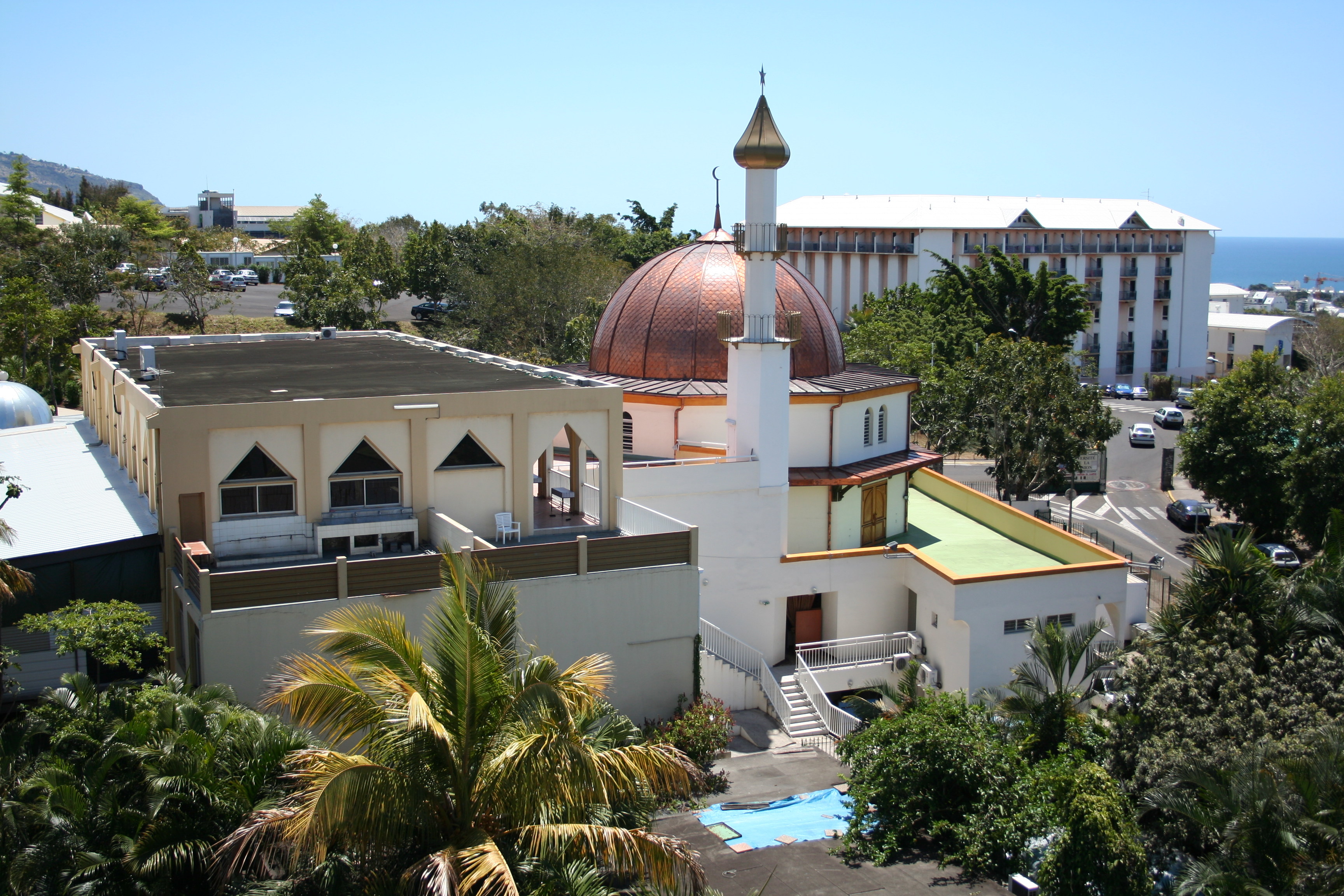
Moufia Mosque in Saint-Denis

86% dân số Réunion theo Công giáo, phần còn lại theo Hindu, Hồi và Phật giáo.

### Ngôn ngữ
Tiếng Pháp là ngôn ngữ chính thức mặc dù tiếng Creole mang đặc trưng của vùng Réunion cũng được sử dụng phổ biến. Tiếng Hán được sử dụng trong cộng đồng Hoa Kiều nhưng thế hệ trẻ của cộng đồng này đang dần chuyển sang nói tiếng Pháp. Một bộ phận khá lớn dân số nói tiếng Tamil. Tiếng Ả rập được giảng dạy trong các đền thờ Hồi Giáo và được sử dụng trong cộng đồng Ả rập.

## Văn hóa
Văn hóa và ẩm thực Réunion là sự pha trộn văn hóa Âu, Phi, Ấn, Trung.

## Hệ động thực vật

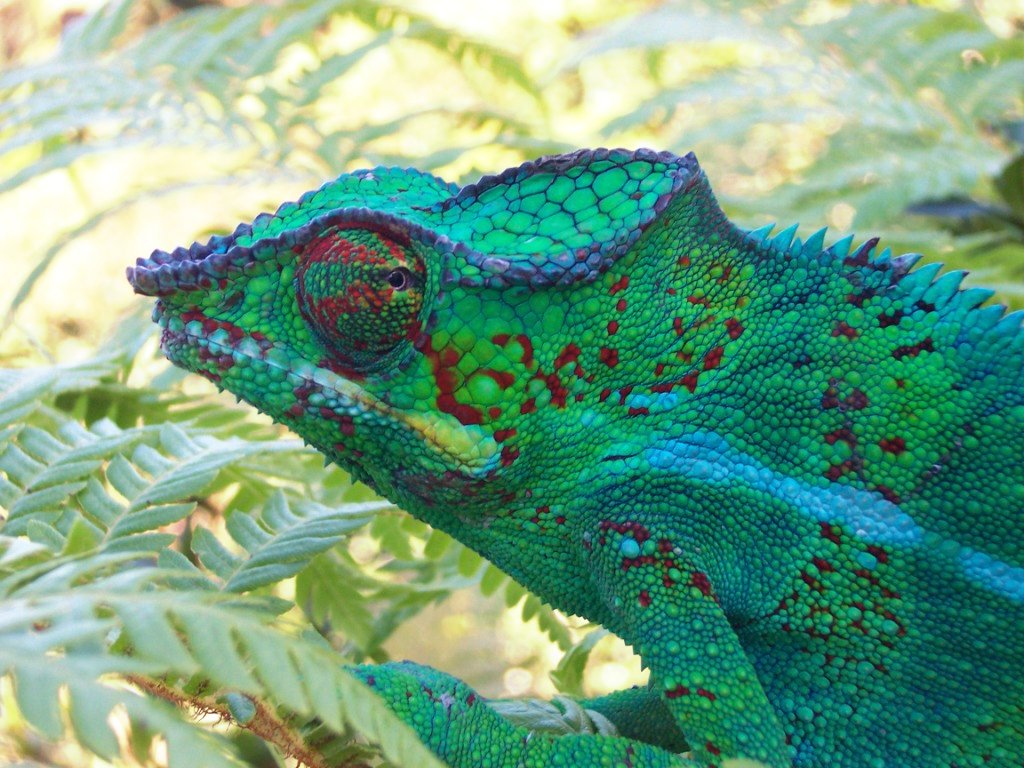
Furcifer Pardalis (chameleon)

Réunion là nơi cư ngụ của nhiều loài chim. Động vật bản địa lớn nhất là loài tắc kè hoa Furcifer pardalis. Đa phần dải duyên hải phía tây được viền quanh bởi các rạn san hô với sự hiện diện của các loài nhím biển, cá chình conga. Rùa biển cũng thường xuyên xuất hiện.

## Giao thông vận tải
Sân bay Roland Garros, thực hiện các chuyến bay nối đảo với Madagascar, Mauritius và châu Âu. Sân bay Pierrefonds là sân bay nhỏ hơn với các chuyến bay tới Mauritius và Madagascar.

## Các hình ảnh

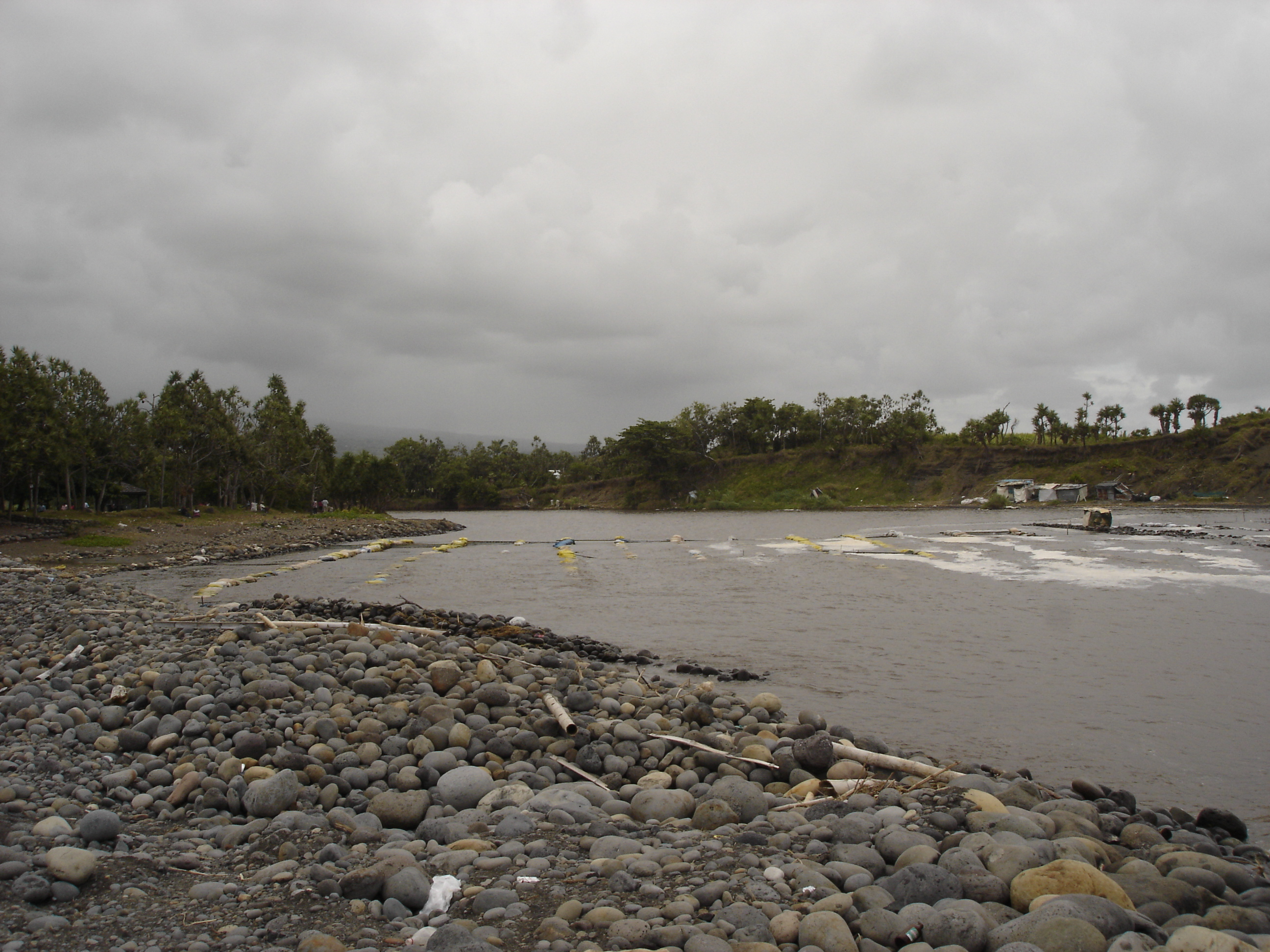
Sông Roches

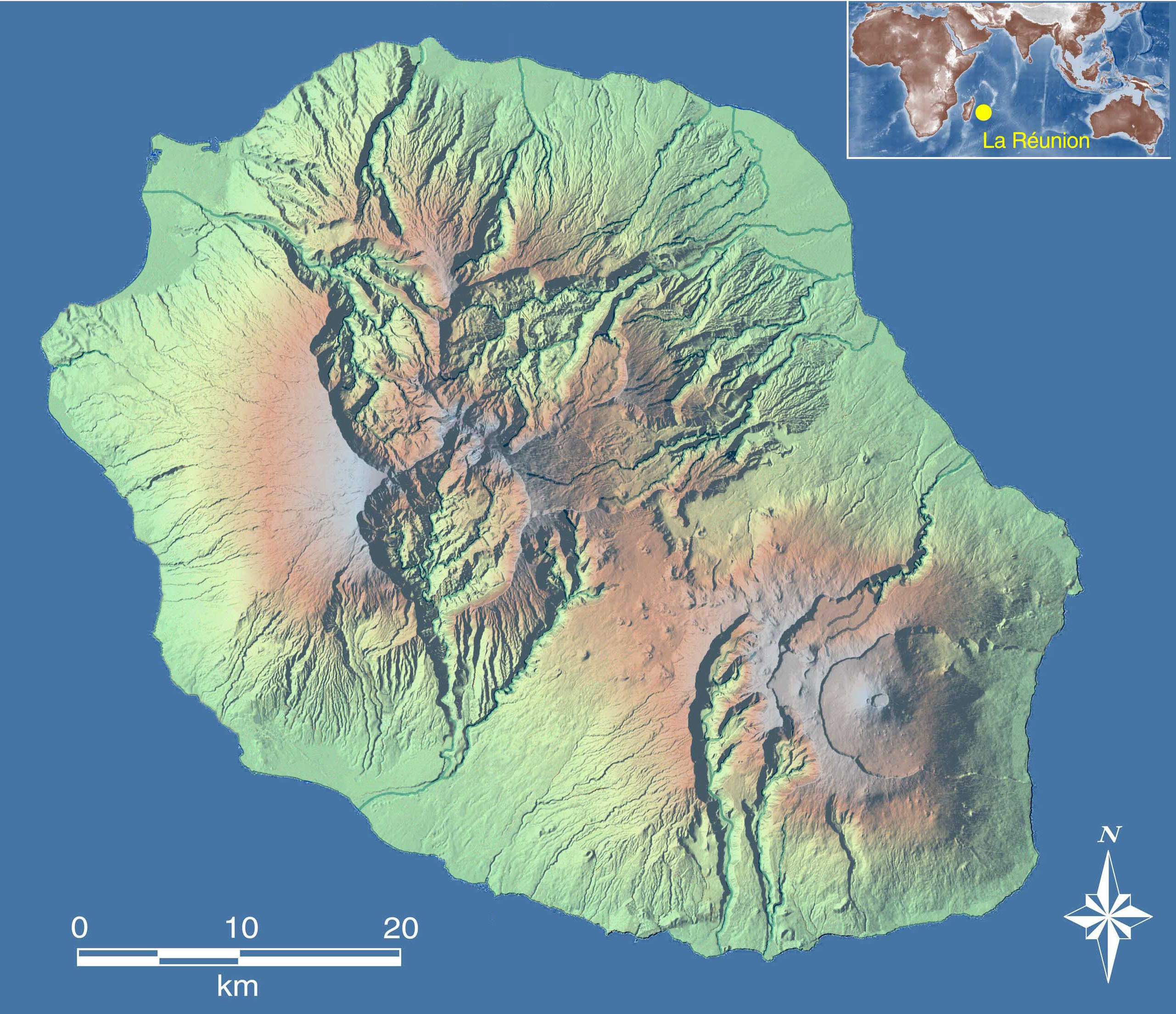
Bản đồ địa chất đảo Réunion
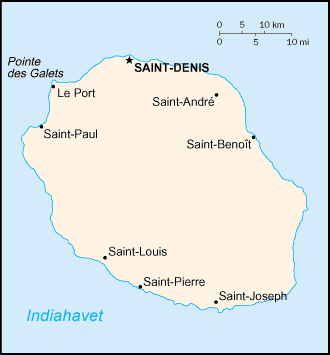
Phân bố dọc bờ biển

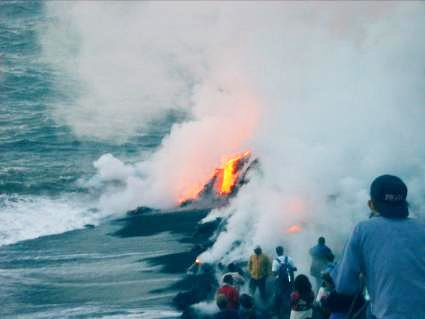
Núi lửa Piton Fournaise phun trào ngày 5 tháng 8 năm 2004
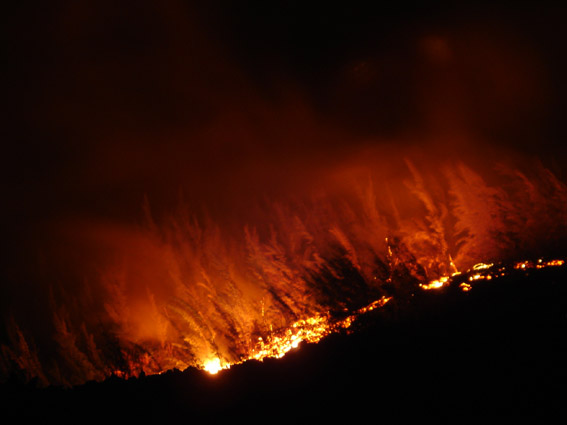
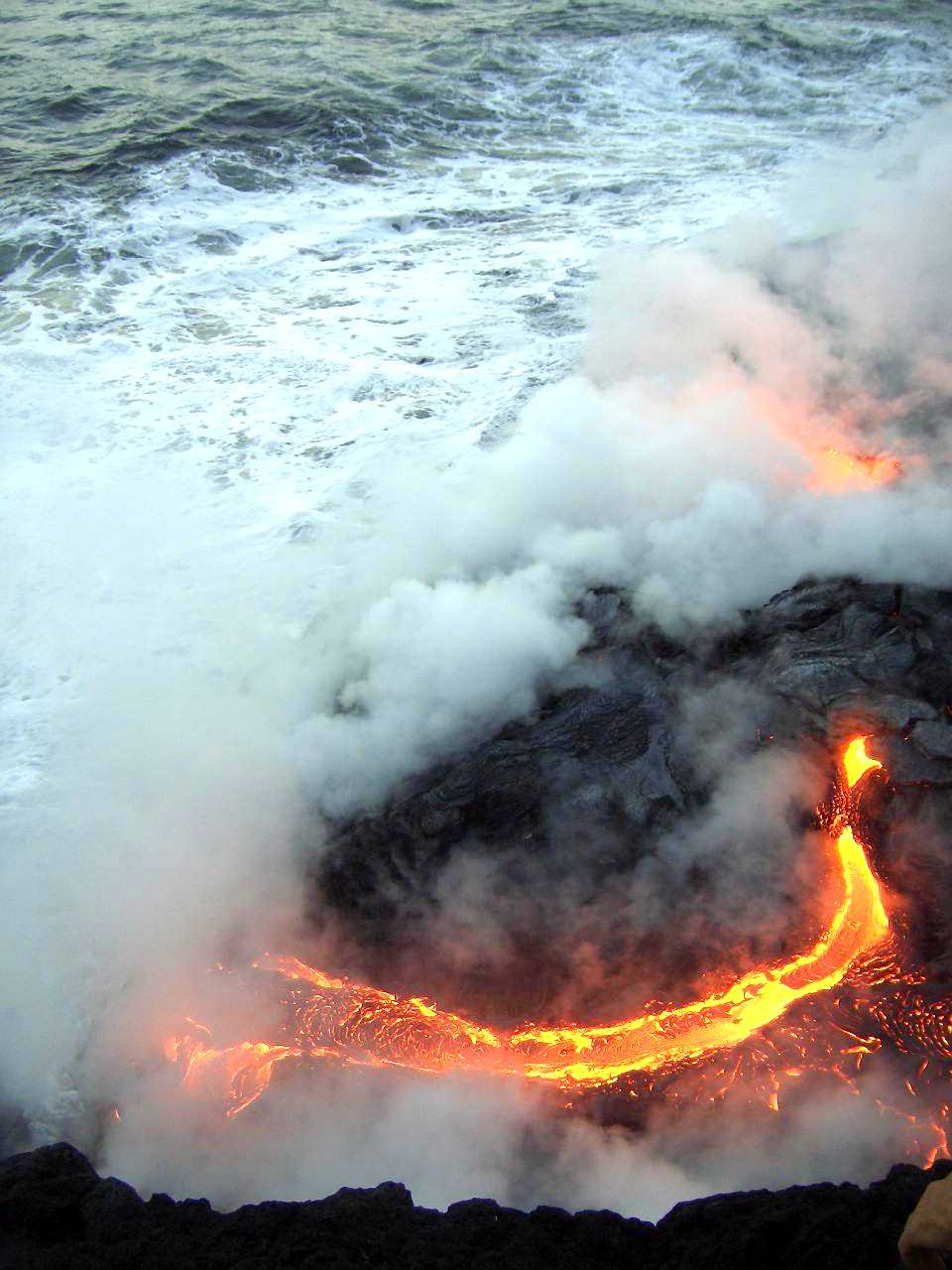

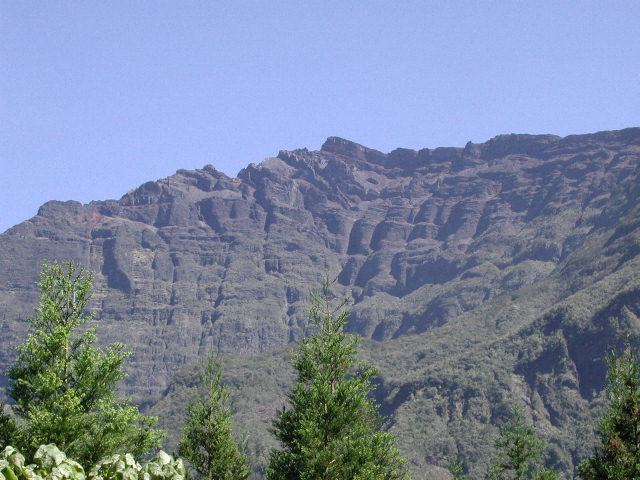
Núi lửa Piton des Neiges
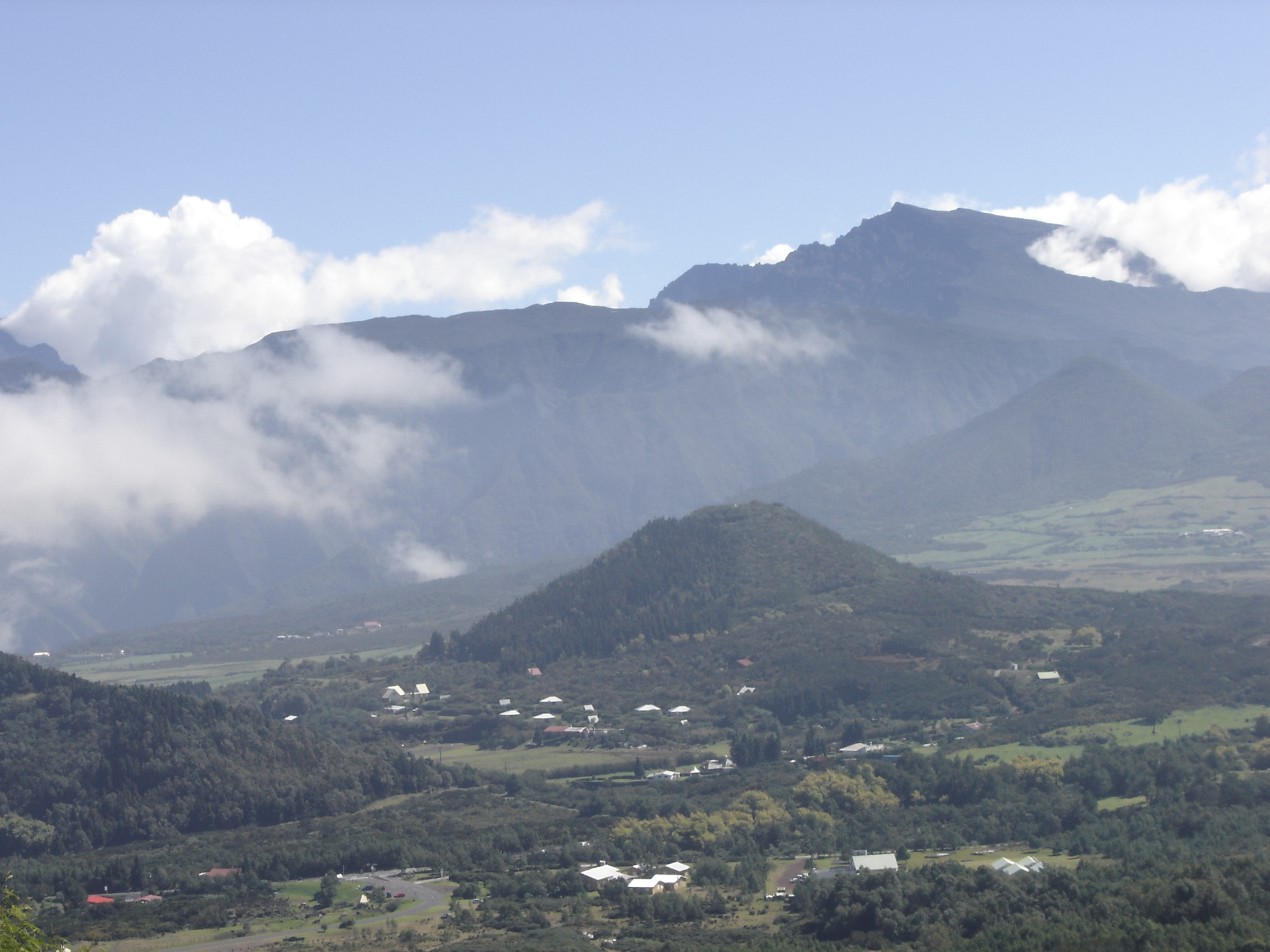
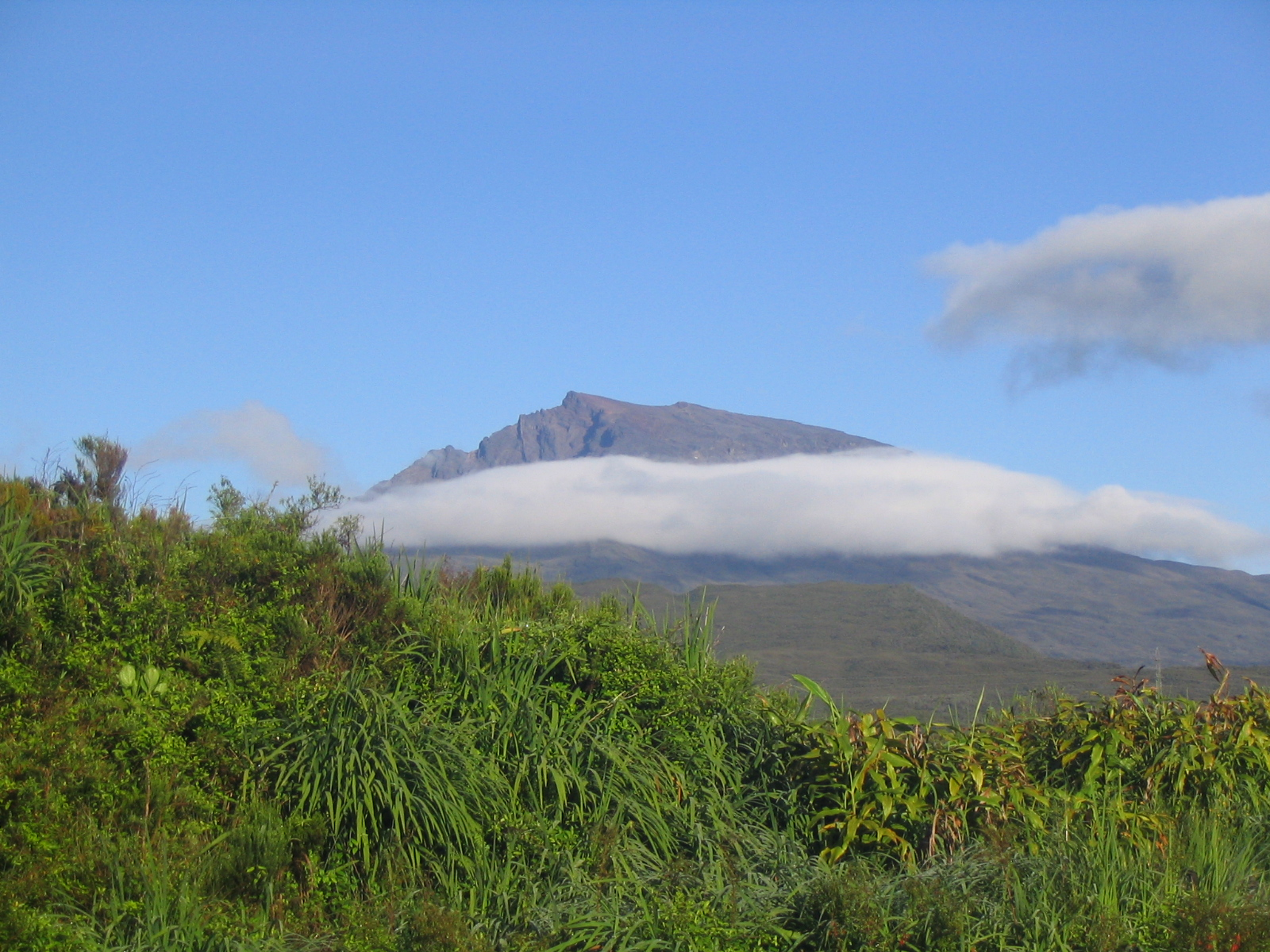

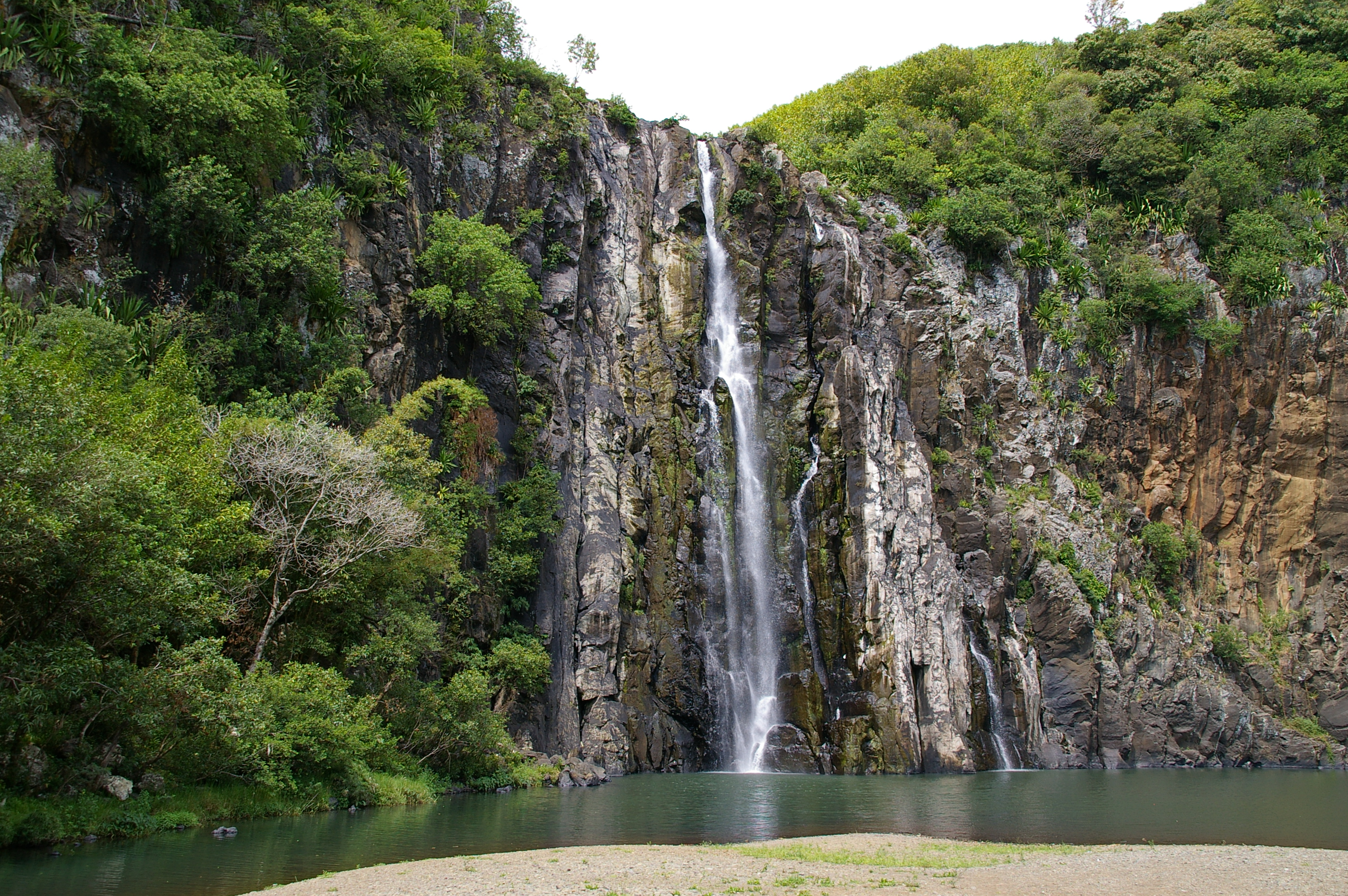
Thác Niagara
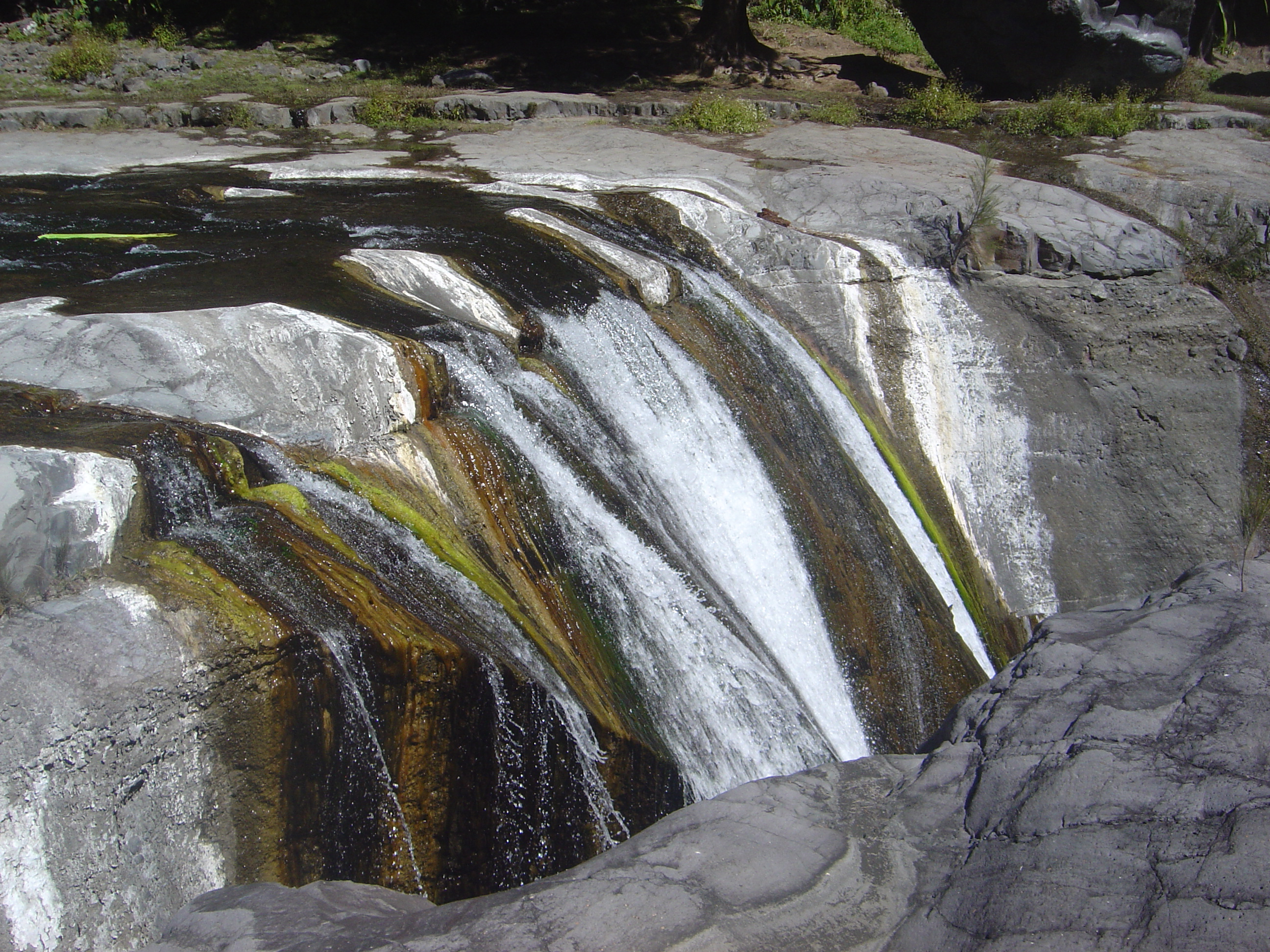
Thác Trois-Roches

- Sông Roches